# Servola
Servola (szlovénul Škedenj, a helyi szlovén nyelvjárásban Ščedna vagy Ščiédna, trieszti nyelvjárásban Sèrvola), Trieszt egyik történelmi városrésze. A Via Baiamonti utcától délre, a Via Valmaura utcától nyugatra, a Via dell'Istria utcától keletre és a Trieszti-öböltől északra és keletre helyezkedik el, Trieszt délkeleti részén terül el, mintegy 1,5 km²-en, kb. 3 km-re a városközponttól.
A városrész a trieszti karneváli rendezvények egyik központja. "Testvérkerületi" kapcsolatban állt Faenza Rione Bianco nevű városrészével, az 1970-es évekig, jelenleg a horvátországi Villanova és a reggio kalábriai San Lornezo településekkel van kapcsolata.   

## Nevének eredete
Az olasz (igazából velencei) név a Sylvula ("kis erdő") szóból ered, mely erdő valaha a város déli részét borította. A szlovén Škedenj, változat ezzel szemben azt jelenti: "pajta", "udvar", bár valószínűleg a nyelvjárási Ščedna szóból ered (čediti = "vágni").

## Nevezetes servolaiak
- Cesare Maldini - labdarúgó
- Giorgio Ferrini - labdarúgó
- Guglielmo Trevisan - labdarúgó
- Giovanni Galeone - labdarúgó
- Marica Gregorič-Stepančič - író
- Pino Roveredo - író
- Guido De Santi - kerékpározó

## Fordítás
Ez a szócikk részben vagy egészben  a   Servola című olasz Wikipédia-szócikk ezen változatának fordításán alapul.  Az eredeti cikk szerkesztőit annak laptörténete sorolja fel. Ez a jelzés csupán a megfogalmazás eredetét és a szerzői jogokat jelzi, nem szolgál a cikkben szereplő információk forrásmegjelöléseként.